# Мечоопашат кили
Мечоопашатите кили (Terranatos dolichopterus) са вид животни от разред Шаранозъби (Cyprinodontiformes).
Те са незастрашен вид.
Таксонът е описан за пръв път от Стенли Хауърд Уейцман през 1967 година.